# Vespa 150

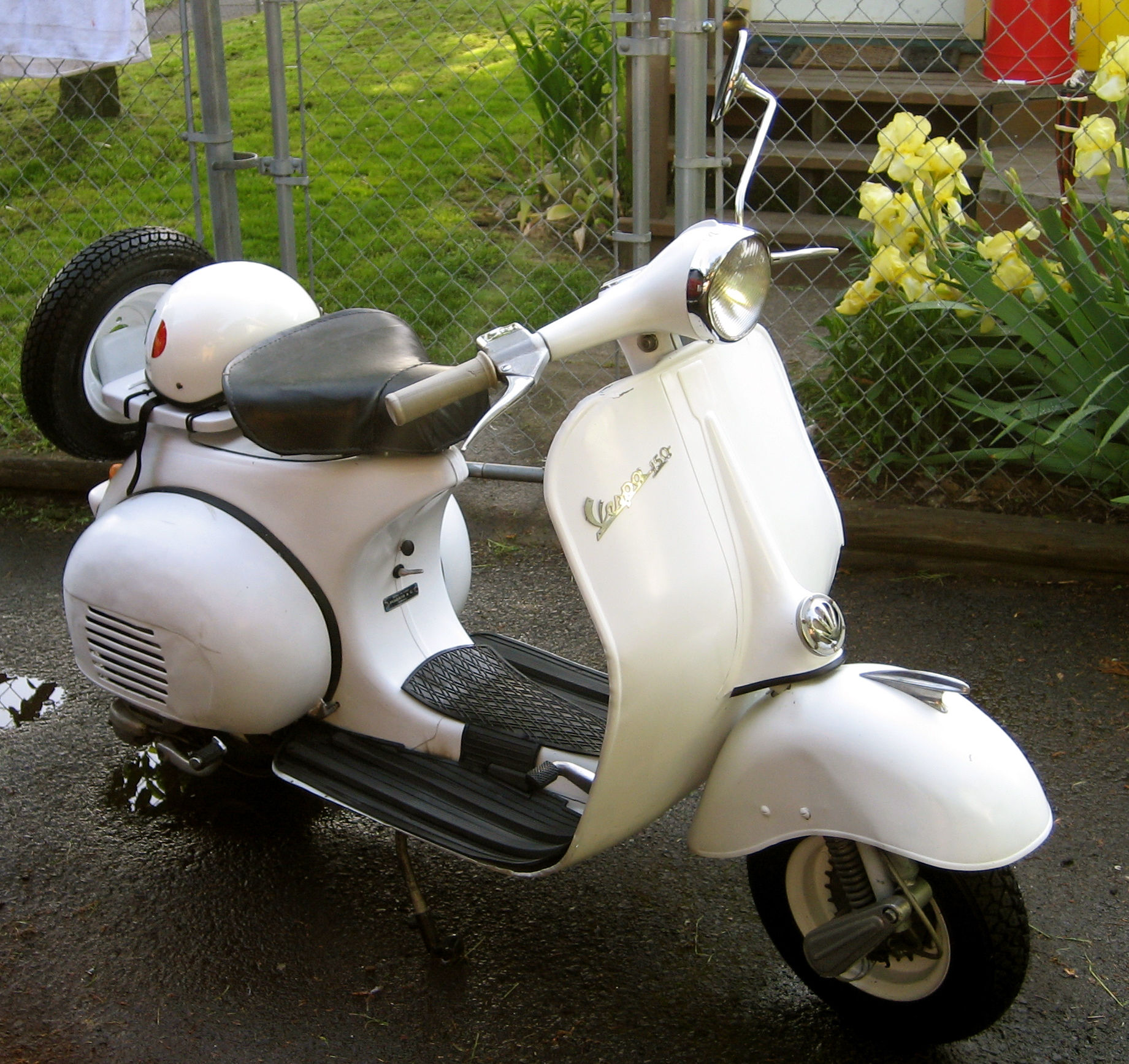
Vespa 150 (1959)

Die Vespa 150 war ein Motorroller des Herstellers Piaggio, der seine klassische Produktlinie unter dem Markennamen Vespa vertreibt. Die Vespa 150 wurde von 1954 bis 1979 unverändert angeboten und wurde mit 1,187 Millionen gebauten Exemplaren zu einem Erfolgsmodell.

## Modellgeschichte
Die bereits bei der Vespa 98 angewandten Bestandteile der Konstruktion waren der Pressstahlrahmen mit integrierter Frontverkleidung, die untereinander austauschbaren Räder, eine Motor-Getriebe-Einheit (Triebsatzschwinge) am Hinterrad und das von einer gezogenen einarmigen Kurzschwinge geführte Vorderrad. Die Vespa 150 wurde 1954 als Antwort auf das leistungsgesteigerte Lizenz-Modell von Hoffmann entwickelt und an 1955 in Serie produziert. Mit dem Modelljahr 1958 wurde sie als erste Vespa mit Drehschiebersteuerung ausgerüstet. und 1959 wird das Verhältnis von Öl und Kraftstoff der Mischungsschmierung von bisher 1:20 auf 1:50 reduziert.
In der ab 1960 gebauten, VBB genannten Serie, wurden erstmals 4-Gang-Getriebe verwendet. Die letzte Serie mit selbstbelüftenden Bremstrommeln wurde als Vespa 150 Super vermarktet. Äußerlich ist sie an ihrer etwas kantigeren Form und an den fünf motorseitigen Schlitzen erkennbar.
Die Vespa 150 diente als Basis für den militärischen Panzerabwehr-Motorroller Vespa 150 TAP, der vom französischen Verteidigungsministerium für die französischen Luftlandetruppen („Troupes Aéroportées“) bei Piaggio in Auftrag gegeben wurde.

## Sonstiges
Im Sommer 1964 fuhr Roberto Patrignani mit einer Vespa 150 von Mailand nach Tokio, eine Strecke von etwa 13.000 km in rund 85 Tagen. Die Route führte ihn durch Jugoslawien, Griechenland, die Türkei, Syrien, den Libanon, Jordanien, den Irak, den Iran, Afghanistan, Pakistan, Indien, Thailand, Malaysia, Hongkong und schließlich nach Japan.

## Technische Daten
|                              | Vespa 150            | Vespa 150            | Vespa 150            | Vespa 150            | Vespa 150 Super      |
| ---------------------------- | -------------------- | -------------------- | -------------------- | -------------------- | -------------------- |
| Bauzeit                      | 1954–1957            | 1957–1959            | 1960–1962            | 1962–1965            | 1965–1979            |
| Präfix der Rahmennummer      | VL1T–VL3T            | VBA1T                | VBB1T                | VBB2T                | VBC1T                |
| Radstand                     | 1160 mm              | 1180 mm              | 1180 mm              | 1180 mm              | 1180 mm              |
| Bereifung                    | 3,5 × 8 Zoll         | 3,5 × 8 Zoll         | 3,5 × 8 Zoll         | 3,5 × 8 Zoll         | 3,5 × 8 Zoll         |
| Motorbauart                  | Zweitakt-Einzylinder | Zweitakt-Einzylinder | Zweitakt-Einzylinder | Zweitakt-Einzylinder | Zweitakt-Einzylinder |
| Gemischaufbereitung          | Vergaser             | Vergaser             | Vergaser             | Vergaser             | Vergaser             |
| Hubraum                      | 145,45 cm³           | 145,45 cm³           | 145,45 cm³           | 145,45 cm³           | 145,45 cm³           |
| Bohrung × Hub (mm)           | 57 × 57              | 57 × 57              | 57 × 57              | 57 × 57              | 57 × 57              |
| max. Leistung (PS) bei 1/min | 5,5 5000             | 5,5 5000             | 5,5 5000             | 5,5 5000             | 7,7 5000             |
| Höchstgeschwindigkeit        | 75 km/h              | 85 km/h              | 85 km/h              | 85 km/h              | 87 km/h              |